# 고려-중국 관계
고려-중국 관계는 918년부터 1392년까지 고려와 당대 중국의 여러 왕조가 맺었던 관계를 의미한다. 기본적으로 고려는 송과 문화적, 정치적 교류를 이어왔지만 국제질서 및 정치 관계에 따라 요나라, 금나라, 몽골 제국 등과도 관계를 이어갔다. 13세기부터 고려는 원나라의 부마국이 되었지만 여전히 정치 체제를 유지하고 있었으며, 1356년 공민왕의 반원 운동 이후에는 명나라 및 북원과 관계를 맺었다. 
고려 왕조가 지속되는 동안 고려는 중국에 지속적으로 사신을 파견하였다. 이와 동시에 중국으로부터 도자기, 성리학, 비단 등 다양한 문물을 수입했으며, 다시 고려청자, 인삼 등을 중국에 수출하기도 했다.  이들 문물 중 일부는 조선의 사회제도에 영향을 주고, 조선 초기 문화의 근간이 되기도 했다. 특히 고려청자는 중국에서 들여온 청자에 고려 고유의 문화가 녹아들어간 대표적인 고려-중국 문화 교류의 예시라 할 수 있다.
고려와 중국 왕조가 우호적인 관계만 이어간 것은 아니었다. 993년부터 1018년까지 고려는 요나라와 세 차례 전쟁을 벌였고, 다시 여진족과 12세기 여러 차례 국경 지역에서 충돌하기도 했다. 몽골 제국과 고려는 13세기 70년에 걸쳐 전쟁을 벌였고, 이후 14세기 중반 고려는 중국에서 흥기한 홍건적과 맞서 싸웠다.  

## 같이 보기
- 연행사